# Oss atomforskere imellom
Oss atomforskere imellom är en norsk svartvit långfilm från 1961 i regi av Titus Vibe-Müller. I rollerna ses bland andra Arve Opsahl, Ernst Diesen och Jon Berle.

## Handling
De två forskningsassistenterna Mo-Pedersen och Klaus von Grønn kommer med på de avslutande försöken som atomforskaren A. Tom Bang håller på med. Helt ovetandes är det forskningsassistenterna som ror projektet i hamn, men professorn får äran för det lyckade resultatet. När det uppdagas att Mo-Pedersen och Klaus von Grønn egentligen låg bakom upptäckten dras de in i en internationell härva med agenter och blir kidnappade.

## Rollista
- Ernst Diesen – Klaus von Grønn, forskarassistent
- Arve Opsahl – Mo-Pedersen, forskarassistent
- Jon Berle – Carlos
- Leif Enger
- Git Gay – Gina Tuppanini
- Egil Hjorth-Jenssen – A. Tom Bang, professor
- Lothar Lindtner – Jacco
- Fridtjof Mjøen – Alfredoes, forskare
- Jan-Erik Schwartzlund
- Tor Stokke – Ola Haussing, agent
- Einar Vaage
- Anne-Cath. Vestly – berättare i radio

## Om filmen
Oss atomforskere imellom producerades av Borgwall Skaugen för Tania Film AS. Den regisserades av Titus Vibe-Müller efter ett manus av Skaugen och Gunnar Kaspersen. Fotograf var Ragnar Sørensen och klippare Vibe-Müller. Filmen hade premiär den 17 augusti 1961 i Norge.

## Musik
- "Har man sagt A", musik: Egil Monn-Iversen, text: Gunnar Kaspersen
- "Tror du på eventyr?", musik: Egil Monn-Iversen, text: Gunnar Kaspersen